# فیمالاگا لوکا
فیمالاگا لوکا (انگلیسی: Faimalaga Luka؛ ۱۵ آوریل ۱۹۴۰ – ۱۹ اوت ۲۰۰۵) سیاست‌مدار اهل تووالو بود. وی از ۹ سپتامبر ۲۰۰۳ تا ۱۵ آوریل ۲۰۰۵ فرماندار کل تووالو بود.
فیمالاگا لوکا در ۱۹ اوت ۲۰۰۵، در سن ۶۵ سالگی درگذشت.